# Pesaguan
Pesaguan is een bestuurslaag in het regentschap Pelalawan van de provincie Riau, Indonesië. Pesaguan telt 3018 inwoners (volkstelling 2010).